# Fannia umbratica
Fannia umbratica is een vliegensoort uit de familie van de Fanniidae. De wetenschappelijke naam van de soort is voor het eerst geldig gepubliceerd in 1939 door Collin.